# Peter Leigh
Peter Leigh (sinh ngày 4 tháng 3 năm 1939) là một cầu thủ bóng đá chuyên nghiệp người Anh thi đấu ở vị trí hậu vệ cho Manchester City và Crewe Alexandra.

## Danh hiệu
với Crewe Alexandra
- Thăng hạng từ Football League Fourth Division với vị trí thứ 4: 1967-68